# Protialmenus ictinus
Protialmenus ictinus är en fjärilsart som beskrevs av William Chapman Hewitson 1865. Protialmenus ictinus ingår i släktet Protialmenus och familjen juvelvingar. Inga underarter finns listade i Catalogue of Life.